# Adrien de Wignacourt
Adrien de Wignacourt   (Regne de França, 1618 - Malta, 4 de febrer de 1697) fou el 63è Príncep i Gran Mestre de l'Orde de Malta, entre 1690 i 1697. D'origen francès, prior de la Llengua d'Alvèrnia, era nebot del Mestre Alof de Wignacourt. Va succeir en el càrrec Gregorio Carafa quan aquest va morir. A la seva mort, el 1697, fou enterrat a la cocatedral de Sant Joan.